# 秋津有楽園

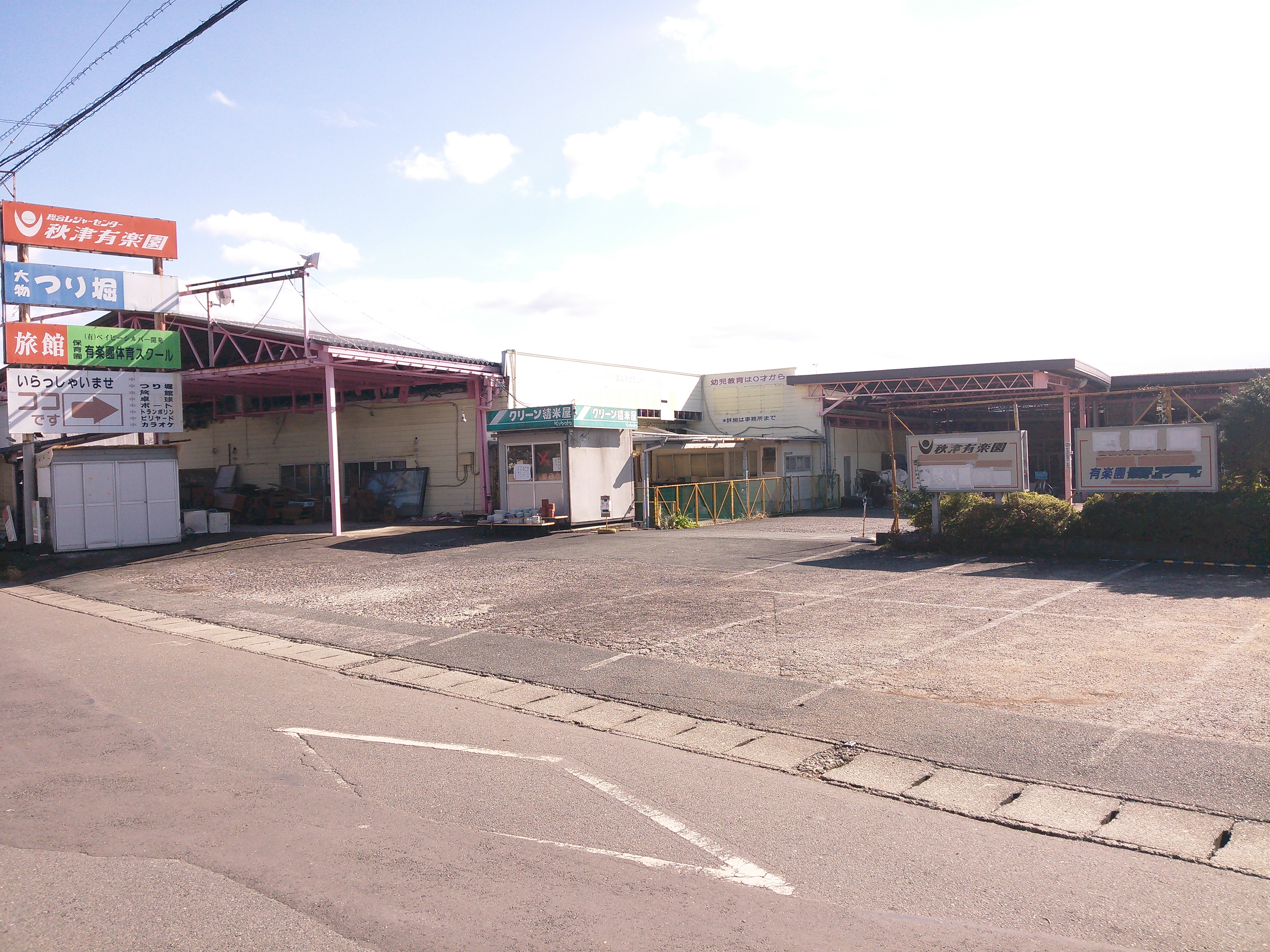
秋津有楽園、2016年11月に撮影

秋津有楽園（あきつゆうらくえん）は、熊本県熊本市東区に所在したレジャーランドである。釣り堀や宿泊施設を備え、1963年から営業を続けてきたが、2016年の熊本地震で被災し、再開を断念した。

## 施設
約6,600m2の敷地に、釣り堀を主体にプール、トランポリン、ビリヤード場、卓球場、マンガ部屋などを備え、併設の宿泊施設では大浴場が24時間入浴可能であった。体育スクール（保育園）も併設されていた。開業した1963年はレジャーという言葉も一般的ではなかったが、ピーク時には一日500人が訪れる人気施設であった。後年にはピーク時に比べ来園者は半分ほどに減ったものの、釣り堀は根強い人気を保った。しかし2016年4月に発生した熊本地震による釣り堀や宿泊施設の損壊が大きく、営業の再開を断念した。

## 所在地
所在地は熊本県熊本市東区沼山津2丁目13-17。熊本交通センター・水前寺駅通り・熊本県庁方面から熊本都市バス、秋津小楠記念館前下車80m。または熊本交通センター・健軍町停留場方面から九州産交バス秋津薬局前下車360m。付近には秋津中央公園や、横井小楠記念館（四時軒）がある。